# سفرم را بساز
سفرم را بساز (انگلیسی: MakeMyTrip) یک آژانس مسافرتی آنلاین است که در گورگان هاریانا هند مستقر است همچنین این شرکت در سنگاپور نیویورک کوالا لامپور بانکوک و دبی نیز شعبه دارد